# Exacum saulierei
Exacum saulierei är en gentianaväxtart som beskrevs av Stephen Troyte Dunn. Exacum saulierei ingår i släktet Exacum och familjen gentianaväxter. Inga underarter finns listade i Catalogue of Life.